# 莫賀達干 (突騎施)
莫賀達干（漢音：ばくかたつかん、拼音：Mòhèdágàn、? - 744年）は、突騎施（テュルギシュ Türügeš）部の首領。莫賀達干（バガ・タルカン Baγa Tarqan）というのは官名であり、本名は不明。

## 生涯
突騎施において、酋長の莫賀達干・都摩度の両部が最も強く、その部落はまた分かれて黄姓（娑葛の後裔）・黒姓（蘇禄の部落）となり、互いに敵視し合うようになる。
開元26年（738年）夏、莫賀達干の勒兵は夜に蘇禄を襲い、これを殺した。都摩度は初め、莫賀達干と共謀していたが、まもなく背き合うようになり、蘇禄の子である骨啜（クチュル）を立てて吐火仙可汗とし、その余衆を集めて莫賀達干を攻撃した。莫賀達干は磧西節度使の蓋嘉運に使者を送ってこのことを報告したため、玄宗は蓋嘉運に命じて突騎施・抜汗那などの西方諸国を召集させた。一方の都摩度は吐火仙可汗と碎葉（スイアブ）城に拠り、黒姓可汗の爾微特勤は怛邏斯（タラス）城に拠り、共に兵を連ねて唐を拒んだ。
開元27年（739年）秋8月乙亥、莫賀達干は蓋嘉運とともに石（チャーチュ）王の莫賀咄吐屯（バガテュル・トゥドゥン）・史（ケシュ）王の斯謹提を率いて蘇禄の子を撃ち、これを碎葉城で破った。吐火仙は旗を棄てて逃走したが賀邏嶺（ガローリン）で捕えられ、その弟の葉護（ヤブグ）頓阿波（トンアパ）も捕えられた。疏勒鎮守使の夫蒙霊詧は精鋭の兵を擁して抜汗那王の阿悉爛達干（アスラン・タルカン）とともに怛邏斯城を急襲し、黒姓可汗とその弟の撥斯を斬り、曳建城に入って金河公主（交河公主）と蘇禄の可敦（カトゥン：皇后）・爾微の可敦を捕えて帰った。また、西方諸国の散亡した数万人を数えて一人残らず抜汗那王に与え、諸国はすべて唐に降った。9月戊午、処木昆・鼠尼施・弓月らの諸部はこれまで突騎施に隷属していたが、衆を率いて唐に内附し、安西管内への移住を請うた。
開元28年（740年）、唐は処木昆匐延都督府の闕律啜（キョリチュル）を右驍衛大将軍に抜擢し、石王に冊立して順義王とし、加えて史王に拝して特進とし、その功績を顕彰してこれに報いた。蓋嘉運は捕えた吐火仙可汗を太廟に献じ、玄宗は吐火仙を赦して左金吾衛員外大将軍・修義王とし、弟の頓阿波を右武衛員外将軍とした。また、阿史那懐道の子の阿史那昕を十姓可汗とし、突騎施を領させようとしたが、莫賀達干が怒って「蘇禄を討ったのは我の功である。今昕を立てるとはどういうことか？」と言い、すぐに諸落を誘って叛いた。そこで玄宗は莫賀達干を立てて可汗とし、突騎施の衆を統べさせることを蓋嘉運に伝えさせた。12月乙卯、こうして莫賀達干は妻子と纛官・首領を引き連れて唐に降った。
天宝元年（742年）4月、玄宗はふたたび阿史那昕を十姓可汗とし、兵を遣わして護送してやった。しかし、倶蘭城に至ったところで阿史那昕は莫賀達干に殺されてしまう。6月乙未、突騎施大纛官の都摩度は唐に降ったため、三姓葉護に冊立される。
天宝3年（744年）5月、安西節度使の夫蒙霊詧は莫賀達干を討ってこれを斬り、黒姓の伊里底蜜施骨咄禄毘伽（イリテミシュ・クテュルク・ビルゲ）を立てることを申請した。6月甲辰、唐は伊里底蜜施骨咄禄毘伽を冊立して十姓可汗とした。

## 参考資料
- 『旧唐書』本紀第九、列伝第一百四十四下
- 『新唐書』本紀第五、列伝一百四十下
- 『資治通鑑』巻第二百一十四、巻第二百一十五